# Ígor Kolyvánov
Ígor Vladímirovich Kolyvánov (en ruso: И́горь Влади́мирович Колыва́нов; Moscú, Unión Soviética, 6 de marzo de 1968) es un exfutbolista ruso, se desempeñaba como delantero. Actualmente ejerce de entrenador del FC Ararat Erevan.

## Clubes

### Jugador
| Club            | País            | Año         | Partidos | Goles |
| FC Dinamo Moscú | Unión Soviética | 1986 - 1991 | 140      | 42    |
| US Foggia       | Italia          | 1991 - 1996 | 106      | 22    |
| Bolonia FC      | Italia          | 1996 - 2001 | 113      | 26    |

### Entrenador
| Club                      | País    | Año         |
| ------------------------- | ------- | ----------- |
| Selección de Rusia Sub-17 | Rusia   | 2003 - 2006 |
| Selección de Rusia Sub-19 | Rusia   | 2006 - 2008 |
| Selección de Rusia Sub-21 | Rusia   | 2008 - 2010 |
| FC Ufa                    | Rusia   | 2012 - 2015 |
| FC Torpedo Moscú          | Rusia   | 2017 - 2019 |
| FC Ararat Erevan          | Armenia | 2020        |
| FC Tekstilshchik Ivanovo  | Rusia   | 2022 -      |